# Daisuke Oku
Daisuke Oku (奧 大介, Oku Daisuke, Amagasaki, 7 februari 1976 – Miyakojima, 17 oktober 2014) was een Japans voetballer die als middenvelder speelde.

## Biografie
In zijn jeugd begon Oku op de Kobe Koryo Gakuen High School met voetbal. Hij speelde tussen 1994 en 2007 voor Júbilo Iwata, Yokohama F. Marinos en uiteindelijk voor Yokohama FC. Bij elkaar maakte hij 62 doelpunten. In 2008 beëindigde hij zijn professionele carrière.
Hij was gehuwd met actrice Hinako Saeki. In juni 2013 werd hij aangehouden op verdenking van doodsbedreigingen aan het adres van zijn vrouw, maar Justitie ging niet over tot vervolging. Het paar ging hierna uit elkaar. In oktober 2014 kwam hij om het leven bij een eenzijdig verkeersongeluk.

## Nationaal elftal
Oku speelde van 1998 tot en met 2004 voor het Japanse voetbalelftal. Bij elkaar speelde 26 interlands, waarin hij 2 keer scoorde. Hij nam deel aan de Copa América 1999, de AFC Asian Cup Champions 2000 (tweede plaats) en de FIFA Confederations Cup 2003.

## Statistieken
| Japans voetbalelftal | Japans voetbalelftal | Japans voetbalelftal |
| Jaar                 | Wed.                 | Dlp.                 |
| -------------------- | -------------------- | -------------------- |
| 1998                 | 1                    | 0                    |
| 1999                 | 5                    | 1                    |
| 2000                 | 12                   | 1                    |
| 2001                 | 4                    | 0                    |
| 2002                 | 0                    | 0                    |
| 2003                 | 3                    | 0                    |
| 2004                 | 1                    | 0                    |
| Totaal               | 26                   | 2                    |

## Erelijst
- Asian Cup: 2000
- AFC Champions League: 1999
- Asian Super Cup: 1999
- J1 League: 1997, 1999, 2003, 2004
- J1 League team van het jaar: 1998, 2003, 2004